# Thismiaceae
Thismiaceae, biljna porodica iz reda Dioscoreales koja je dobila ime po rodu Thismia.
Porodica se sastoji od 117 vrsta unutar 7 rodova. Posljednja vrsta i rod ove porodice otkriveni su i opisani 2024. godine, to je monospecifični mikoheterotrofni rod Relictithismia s vrstom Relictithismia kimotsukiensis, s planina Kimotsuki prefekturi Kaghoshima, Japan. Članovi ove porodice često se ujključuju u porodicu Burmanniaceae. 
Porodica je opisana u Theoria Systematis Plantarum 99. 1858.

## Opis
Thismiaceae je porodica cvjetnica čiji status trenutno nije siguran. Klasifikacije skupine filogenije kritosjemenjača (APG II, APG III i APG IV) spajaju Thismiaceae u Burmanniaceae, uz napomenu da su neke studije sugerirale da bi Thismiaceae, Burmanniaceae i Taccaceae trebale biti zasebne porodice, dok druge podržavaju njihovo spajanje.

## Rodovi
1. Saionia Hatus. (3 spp.)
2. Oxygyne Schltr. (3 spp.)
3. Relictithismia Suetsugu & Tagane (1 sp.);[5]
4. Haplothismia Airy Shaw (1 sp.)
5. Tiputinia P. E. Berry & C. L. Woodw. (1 sp.)
6. Ophiomeris Miers (6 spp.)
7. Thismia Griff. (102 spp.)